# Petra Slezáková
Petra Slezáková (* 4. Februar 1981 in Banská Bystrica) ist eine slowakische Biathletin.
Petra Slezáková lebt in Banska Bystrica und ist Sportlehrerin. 1997 begann sie mit Biathlon, seit dem Jahr darauf gehört sie zum slowakischen Nationalkader. Ihr Heimatverein ist der VŠC Dukla Banska Bystrica, wo sie von Milan Gašperčík trainiert wird. 1998 trat Slezáková erstmals in Jericho bei einer Junioren-Weltmeisterschaft an. Nennenswerte Ergebnisse erreichte sie, wie auch im Jahr darauf in Pokljuka, noch nicht. Erst 2000 konnte sie in Hochfilzen mit Platz sieben in der Verfolgung und Platz acht im Einzel gute Ergebnisse erreichen. Bei der Junioren-Europameisterschaft im selben Jahr in Zakopane verpasste sie als Vierte in der Verfolgung knapp eine Medaille. Ein Jahr später in Haute-Maurienne verpasste sie erneut als Vierte im Sprint knapp eine Medaille. Bestes Ergebnis bei der Junioren-WM 2001 in Chanty-Mansijsk war Platz sechs im Einzel.
Ihre erste Senioren-EM lief Slezáková 2003 in Forni Avoltri. Erstes gutes Ergebnis einer EM war jedoch erst 2004 der zehnte Platz im Einzel in Minsk. 2005 in Nowosibirsk wurde sie Fünfte mit der Staffel. An ihrer ersten WM nahm sie 2004 in Oberhof teil. Slezáková lief vier Rennen, bestes Ergebnis war Platz 53 im Sprint. 2007 lief sie nur das Einzel, wo sie Rang 79 erreichte. Das Debüt im Biathlon-Weltcup feierte Slezáková 2001 bei einem Sprint (76.) in Ruhpolding. Ihr bestes Ergebnis erreichte sie an selber Stelle 2004 als Sechste in einem Staffelrennen. Denselben Rang erreichte sie im Jahr darauf wieder in Ruhpolding. Das beste Einzelergebnis erreichte die Slowakin als Sprint-37. 2003 in Osrblie.

## Biathlon-Weltcup-Platzierungen
Die Tabelle zeigt alle Platzierungen (je nach Austragungsjahr einschließlich Olympische Spiele und Weltmeisterschaften).
- 1.–3. Platz: Anzahl der Podiumsplatzierungen
- Top 10: Anzahl der Platzierungen unter den ersten zehn (einschließlich Podium)
- Punkteränge: Anzahl der Platzierungen innerhalb der Punkteränge (einschließlich Podium und Top 10)
- Starts: Anzahl gelaufener Rennen in der jeweiligen Disziplin

| Platzierung                      | Einzel | Sprint | Verfolgung | Massenstart | Staffel | Gesamt |
| -------------------------------- | ------ | ------ | ---------- | ----------- | ------- | ------ |
| 1. Platz                         |        |        |            |             |         |        |
| 2. Platz                         |        |        |            |             |         |        |
| 3. Platz                         |        |        |            |             |         |        |
| Top 10                           |        |        |            |             | 6       | 6      |
| Punkteränge                      | 1      |        |            |             | 9       | 10     |
| Starts                           | 10     | 21     | 8          |             | 9       | 48     |
| Stand: nach der Saison 2009/2010 |        |        |            |             |         |        |